# Kevin Quintero
Kevin Santiago Quintero Chavarro (ur. 28 października 1998 w Palmirze) – kolumbijski kolarz torowy, brązowy medalista mistrzostw świata.

## Kariera
Pierwszy sukces w karierze osiągnął w 2015 roku, kiedy zdobył srebrny medal w wyścigu na 1000 m podczas mistrzostw panamerykańskich juniorów w Santiago. Na rozgrywanych rok później mistrzostwach panamerykańskich juniorów w Couvie był najlepszy w wyścigu na 1000 m i sprincie drużynowym, drugi w sprincie i trzeci w keirinie. W 2018 roku zdobył cztery medale wśród seniorów na mistrzostwach panamerykańskich w Aguascalientes: srebrne w wyścigu na 1000 m i sprincie drużynowym oraz brązowe w sprincie i keirinie. Podczas igrzysk panamerykańskich w Limie w 2019 roku zajął pierwsze miejsce w keirinie, drugie w sprincie drużynowym i trzecie w sprincie indywidualnym. Następnie wywalczył brązowy medal w keirinie na mistrzostwach świata w Yvelines w 2022 roku. W zawodach tych wyprzedzili go tylko dwaj Holendrzy: Harrie Lavreysen i Jeffrey Hoogland.
Startował na igrzyskach olimpijskich w Tokio, zajmując 11. miejsce w keirinie i 20. w sprincie. 